# Barón Germania
Barón Germania es una de las veredas que conforman la zona rural de la ciudad colombiana de Tunja. Se encuentra en el sur de la ciudad. Es atravesada en su totalidad por la autopista BTS, lo que permite la presencia de comercio en la zona. Posee un centro educativo y la Antigua Estación del Tren de Germania.

## Geografía
Está ubicada en la parte suroccidental del municipio de Tunja. Limita por el norte con la Vereda de Tras del Alto, por el este con las veredas de Tras del Alto y el Porvenir, por el sur con la vereda de Porvenir y el municipio de Cucaita y por el oeste con el Municipio de Cucaita.

## Demografía
En la vereda Barón Germania predomina la población femenina con un 53%. De 290 habitantes, el 93% cuenta con educación primaria y el 7% con educación secundaria. A diferencia de otras veredas aquí la población nativa es del 50% y el otro 50%
corresponde a migrantes que se desplazaron con sus familias provenientes en un 20% de Puente de Boyacá, en un 20% de la vereda Barón Gallero y del espacio urbano de Tunja y la vereda La Lajita cada una con un 10%.

## Servicios públicos
El 50% de la población migrante se desplazó en busca de trabajo y terminó asentándose en esta vereda. El promedio de años que esta población lleva viviendo en esta vereda es de 16 años, en donde la totalidad es propietaria de los terrenos que
ocupan. La vereda cuenta con los servicios de energía, acueducto y telefonía fija, pero no con alcantarillado.